# Polelya Macula
Polelya Macula est une zone d'albédo faible sur Titan, satellite naturel de Saturne.

## Caractéristiques
Polelya Macula est centrée sur 50° de latitude nord et 56° de longitude ouest, et mesure 175 km dans sa plus grande dimension.

## Observation
Polelya Macula a été découverte par les images transmises par la sonde Cassini.
Elle a reçu le nom de Polelya, dieu du bonheur conjugal dans la mythologie slave.